# Kwiaty zła (album)
Kwiaty zła – trzeci solowy album białostockiego rapera Piha, wydany 22 grudnia 2008. Jest to pierwszy album wydany przez wytwórnię Step Records.
Zostało nakręcone sześć teledysków promujących płytę (do piosenek: „Semper fidelis”, „Im mniej wiesz, tym lepiej śpisz”, „W górze szkła (wódka)”, „Rosyjska ruletka”, „Nigdy jak niewolnik, zawsze jak król/Veni vidi vici”, „Dobry wieczór Polska”).
Pochodząca z albumu piosenka „Wersy nocą” znalazła się na liście 120 najważniejszych polskich utworów hip-hopowych według serwisu T-Mobile Music.
W 2012 roku album uzyskał certyfikat platynowej płyty w Polsce.

## Lista utworów
Opracowano na podstawie materiału źródłowego.
CD1 „Za 11 północ”
1. „Intro” (produkcja: DNA) – 0:53
2. „Dobry wieczór Polska” (produkcja: DNA, gośc. Miodu) – 4:20
3. „Zbrodnie z namiętności (Zabijamy się dla cyfry III)” (produkcja: Poszwixxx) – 5:19
4. „Kochaj, nienawidź, daj żyć, próbuj zabić” (produkcja: Emer) – 4:42
5. „Winny zarzucanym czynom” (produkcja: Magiera, gośc. Mes) – 4:49
6. „Im mniej wiesz, tym lepiej śpisz” (produkcja: DNA, gośc. Chada, Lukasyno) – 3:26[A]
7. „W górze szkła (wódka)” (produkcja: FulS (Pokaz)) – 3:58
8. „Rosyjska ruletka” (produkcja: L.A. (WhiteHouse)) – 4:02
9. „Co było, a nie jest...” (produkcja: DNA, gośc. Brudne Serca) – 4:26
10. „Semper fidelis (Nadal)” (produkcja: David Gutjar) – 4:28
11. „Rany kłute” (produkcja: Spintec, gośc. Ero, Fokus, Kaczor) – 5:36
12. „Im mniej wiesz, tym lepiej śpisz” (teledysk)

CD2 „11 po północy”
1. „Ulice bez jutra” (produkcja: DJ Story) – 4:26
2. „Nigdy jak niewolnik, zawsze jak król” (produkcja: Poszwixxx) – 4:07
3. „Brud” (produkcja: Sherlock) – 4:06
4. „Wersy nocą” (produkcja: Sherlock) – 4:39
5. „Echo (Uśmiech przez łzy)” (produkcja: DNA, gośc. Miodu) – 4:59
6. „Śmierć nas nie rozłączy” (produkcja: DNA) – 4:02
7. „Przyjaciele” (produkcja: DNA) – 4:01
8. „Zawszę muszę coś spierdolić” (produkcja: DNA, gośc. Peja) – 4:10
9. „Uważaj czego pragniesz” (produkcja: DNA) – 3:26
10. „Czarny kruk (Złapany w zamkniętym rozdziale życia)” (produkcja: DNA) – 4:12
11. „Nie żałuj mnie” (produkcja: Krzywy) – 4:34
12. „Semper fidelis (Nadal)” (teledysk)

Notatki
- A^ W utworze wykorzystano sample z piosenki „Don’t Wanna Be Left Out” w wykonaniu Fredy Payne[5].

## Certyfikaty i sprzedaż
| Data           | Certyfikat ZPAV | Sprzedaż |
| -------------- | --------------- | -------- |
| 11 lutego 2009 | złota płyta     | 15 000+  |
| 7 marca 2012   | platynowa płyta | 30 000+  |